# Bolesławiec (Grande-Pologne)
Pour les articles homonymes, voir Bolesławiec (homonymie).
Bolesławiec (prononcé en polonais : [bɔlɛˈswavjɛt͡s]) (en allemand : Wildrode) est un village polonais de la gmina de Mosina dans la powiat de Poznań de la voïvodie de Grande-Pologne dans le centre-ouest de la Pologne.
Il se situe à environ 6 kilomètres au sud-ouest de Mosina (siège de la gmina) et à 23 kilomètres au sud de Poznań (siège du powiat et capitale régionale).

## Histoire
De 1975 à 1998, le village faisait partie du territoire de la voïvodie de Poznań.

Depuis 1999, Bolesławiec est situé dans la voïvodie de Grande-Pologne.
Le village possède une population de 120 habitants en 2014.